# NGC 3903
NGC 3903 (другие обозначения — ESO 378-24, MCG -6-26-8, AM 1146-371, IRAS11465-3714, PGC 36906) — спиральная галактика с перемычкой (SBc) в созвездии Центавр.
Этот объект входит в число перечисленных в оригинальной редакции «Нового общего каталога».
Галактика NGC 3903 входит в состав группы галактик ESO 320-26. Помимо NGC 3903 в группу также входят IC 2977, ESO 320-26, ESO 320-30, ESO 320-31, ESO 378-20 и ESO 379-6.
В галактике была зафиксирована вспышка сверхновой SN 2010dv.